# FIBA-ina ljestvica
FIBA-ina ljestvica (eng. FIBA World Rankings, fr. Classement mondial de la FIBA) je sustav stupnjevanja košarkaških reprezentacija na osnovi ishoda njihovih utakmica na velikim natjecanjma. Najuspješnije momčadi zauzimaju najviša mjesta.

## Trenutno stanje
(prvih 25 nakon svih FIBA-inih natjecanja 2011.)
- 1.  SAD - 852,0 bodova
- 2.  Španjolska - 730,0
- 3.  Argentina - 673,0
- 4.  Grčka - 488,0
- 5.  Litva - 426,0
- 6.  Turska - 302,0
- 7.  Italija - 272,0
- 8.  Srbija - 232,0
- 9.  Australija - 224,0
- 10.  Kina - 219,7
- 11.  Rusija - 213,0
- 12.  Francuska - 195,0
- 13.  Brazil - 184,0
- 14.  Njemačka - 182,0
- 15.  Angola - 178,0
- 16.  Portoriko - 157,6
- 17.  Slovenija - 157,0
- 18.  Novi Zeland - 147,0
- 19.  Hrvatska - 134,0
- 20.  Iran - 83.1
- 21.  Nigerija - 67.6
- 22.  Venezuela - 49,0
- 23.  Libanon - 47,4
- 24.  Kanada - 46,6
- 25.  Dominikanska Republika - 45,6

## Metoda računanja
Jedino se FIBA-ina natjecanja računaju; regionalna prvenstva i prijateljske utakmice ne. Svako natjecanje ima težinu, koja se računa na osnovi kvalitete reprezentacija koje nastupaju. Računaju se sva natjecanja u protekla dva olimpijska ciklusa (8 godina).
Težina
- svjetsko prvenstvo - 5
- olimpijski turnir - 5
- europsko prvenstvo - 1
- američko prvenstvo - 0,8
- azijsko prvenstvo - 0,3
- afričko prvenstvo - 0,2
- oceanijsko prvenstvo - 0,1

Bodovanje
- zlato - 50 bodova
- srebro - 40
- bronca - 30
- četvrto mjesto - 15
- peto mjesto - 14
- šesto mjesto - 13
- sedmo mjesto - 12
- osmo mjesto - 11
- deveto mjesto - 10
- deseto mjesto - 9
- jedanaesto mjesto - 8
- dvanaesto mjesto - 7
- trinaesto mjesto - 6
- četrnaesto mjesto - 5
- petnaesto mjesto - 4
- šesnaesto mjesto - 3
- sedamnaesto mjesto - 2
- osamnaesto ili niže mjesto - 1

## Vanjske poveznice
- FIBA-ina ljestvica u cijelosti  Arhivirana inačica izvorne stranice od 14. rujna 2010. (Wayback Machine)